# Stenocarpus umbellifer
Stenocarpus umbellifer là một loài thực vật có hoa trong họ Quắn hoa. Loài này được (Forster & Forster) Druce miêu tả khoa học đầu tiên năm 1917.